# Gekko sengchanthavongi
Espèce
Gekko sengchanthavongi est une espèce de geckos de la famille des Gekkonidae.

## Répartition
Cette espèce est endémique de la province de Khammouane au Laos.

## Description
Le mâle holotype mesure 146,8 mm de longueur totale dont 67,7 mm de longueur standard et 79,1 mm de queue.

## Étymologie
Cette espèce est nommée en l'honneur de Sinnasone Sengchanthavong.

## Publication originale
- Luu, Calame, Nguyen, Le & Ziegler, 2015 : Morphological and molecular review of the Gekko diversity of Laos with descriptions of three new species. Zootaxa, no 3986 (3), p. 279–306.